# Randal Kleiser
Randal Kleiser est un réalisateur, acteur, producteur et scénariste américain, né le 20 juillet 1946 à Philadelphie, Pennsylvanie (États-Unis).

## Biographie
Né en 1946, Randal Kleiser était acteur de ses propres films.

## Filmographie
- 1969 : Docteur Marcus Welby (Marcus Welby, M.D.) (série télévisée)
- 1972 : Peege (en)
- 1975 : All Together Now (TV)
- 1975 : Starsky et Hutch (Starsky and Hutch) (série télévisée)
- 1976 : Family (série télévisée)
- 1976 : L'Enfant bulle
- 1976 : Dawn: Portrait of a Teenage Runaway
- 1977 : The Gathering (en) (TV)
- 1978 : Grease
- 1980 : Le Lagon bleu (The Blue Lagoon)
- 1982 : Amours de vacances (Summer Lovers)
- 1984 : Grandview, U.S.A.
- 1986 : Le Vol du Navigateur (Flight of the Navigator)
- 1988 : Big Top Pee-Wee
- 1989 : Getting It Right
- 1991 : Croc-Blanc (White Fang)
- 1992 : Chérie, j'ai agrandi le bébé (Honey I Blew Up the Kid)
- 1995 : Chérie, j'ai rétréci le public (Honey, I Shrunk the Audience) court métrage
- 1995 : New York News (en) (série télévisée)
- 1996 : Le Dernier Anniversaire (It's My Party)
- 1998 : La Dernière Preuve (Shadow of Doubt)
- 1999 : Royal Standard (TV)
- 2004 : Red Riding Hood
- 2005 : Amour à la dérive